# Конструктор по умолчанию
Конструктор по умолчанию (англ. default constructor), в объектно-ориентированных языках программирования — конструктор, который может быть вызван без аргументов.
В C++ и Java, если нет явным образом определённых конструкторов в классе, то компилятор использует конструктор по умолчанию, определённый неявным способом, и обычно является конструктором, не имеющим аргументов (nullary constructor). Если программист явно указал только конструктор с параметрами, то компилятор не будет создавать конструктор по умолчанию.
В C++ и Java, если производный класс не вызывает явным образом конструктор базового класса (в C++ в списке инициализации, в Java используя super() в первой строчке), то конструктор по умолчанию вызывается неявно.

## C++
В C++, стандарт описывает конструктор по умолчанию как конструктор, который может быть вызван без передачи аргументов (включая конструктор с параметрами, имеющими значение по умолчанию). Например:
```
class
 
MyClass

{

public
:

    
MyClass
();
  
// конструктор описан

private
:

    
int
 
x
;

};

MyClass
 
::
 
MyClass
()
 
:
 
x
(
100
)
  
// конструктор определён

{

}

int
 
main
()

{

    
MyClass
 
m
;
  
// во время работы программы создаётся объект m И вызывается конструктор по умолчанию

}

```

Когда динамически выделяется память под объект, конструктор может быть вызван при помощи добавления пустых скобок после имени класса. В некотором смысле, это явный вызов конструктора:
```
int
 
main
()

{

    
MyClass
 
*
 
pointer
 
=
 
new
 
MyClass
();
  
// во время работы (рантайм) объект создаётся, и

                                        
// вызывается конструктор по умолчанию

}

```

Если у конструктора есть один или несколько параметров по умолчанию — это по прежнему конструктор по умолчанию. Каждый класс может иметь не более одного конструктора по умолчанию: либо без параметров, либо с параметрами, имеющими значения по умолчанию, как в этом примере:
```
class
 
MyClass

{

public
:

    
MyClass
 
(
int
 
i
 
=
 
0
,
 
std
::
string
 
s
 
=
 
""
);
  
// конструктор описан (прототип)

private
:

    
int
 
x
;

    
int
 
y
;

    
std
::
string
 
z
;

};

MyClass
 
::
 
MyClass
(
int
 
i
,
 
std
::
string
 
s
)
     
// конструктор определён

{

    
x
 
=
 
100
;

    
y
 
=
 
i
;

    
z
 
=
 
s
;

}

```

В C ++ конструкторы по умолчанию имеют существенное значение, поскольку они автоматически вызываются при определенных обстоятельствах, и, следовательно, при определённых условиях класс обязан иметь конструктор по умолчанию, иначе возникнет ошибка:
- Когда объект объявляется без аргументов (например, MyClass x;) или создаётся новый экземпляр в памяти (например, new MyClass; или new MyClass();).
- Когда объявлен массив объектов, например, MyClass x[10];; или объявлен динамически, например new MyClass [10]. Конструктор по умолчанию инициализирует все элементы.
- Когда в классе потомке не указан явно конструктор класса родителя в списке инициализации.
- Когда конструктор класса не вызывает явно конструктор хотя бы одного из своих полей-объектов в списке инициализации.
- В стандартной библиотеке определённые контейнеры заполняют свои значения используя конструкторы по умолчанию, если значение не указано явно. Например, vector<MyClass>(10); заполняет вектор десятью элементами, инициализированными конструктором по умолчанию.

Если в классе не определён конструктор по-умолчанию, компилятор неявно создаст его. Он будет аналогичен явно объявленному конструктору с пустым телом. Напримeр:
```
class
 
MyClass

{

    
int
 
x
;

};

int
 
main
()

{

    
MyClass
 
m
;
   
// ошибки во время работы программы нет, вызывается неявный конструктор

}

```

Если определены конструкторы для класса, но среди них нет конструктора по умолчанию, компилятор не создаст неявно таковой. Это приводит к ошибкам, как в этом примере:
```
class
 
MyClass

{

public
:

    
MyClass
 
(
int
 
y
);
  
// объявление конструктора не по умолчанию

private
:

    
int
 
x
;

};

MyClass
 
::
 
MyClass
 
(
int
 
y
)

{

    
x
 
=
 
y
;

}

int
 
main
()

{

    
MyClass
 
m
(
100
);
     
// вызывается конструктор не по умолчанию

    
MyClass
 
*
 
p
;
        
// при объявлении указателя компилятору не нужно знать о конструкторах

    
p
 
=
 
new
 
MyClass
();
  
// ошибка во время компиляции: нет конструктора по умолчанию

    
return
 
0
;

}

```

Создание объекта на который указывает p приведёт также к ошибке.
С другой стороны, с C++11 конструктор по умолчанию может быть явно указан:
```
class
 
MyClass

{

public
:

    
MyClass
 
()
 
=
 
default
;
  
// force generation of a default constructor

};

```

Или явно удалён:
```
class
 
MyClass

{

public
:

    
MyClass
 
()
 
=
 
delete
;
  
// prevent generation of default constructor

};

```

## Java
```
class
 
DefaultConstructor
 
{

 
int
 
a
 
=
 
10
;

 
public
 
int
 
getInt
()
 
{

  
return
 
a
;

 
}

}

class
 
Main
 
{

  
public
 
static
 
void
 
main
(
String
[]
 
args
)
 
{

     

    
DefaultConstructor
 
Dc
 
=
 
new
 
DefaultConstructor
();
//Конструктор по умолчанию

    
System
.
out
.
println
(
 
Dc
.
getInt
()
 
);

  
}

}
 
// Неверно!

```